# Frank E. Howe

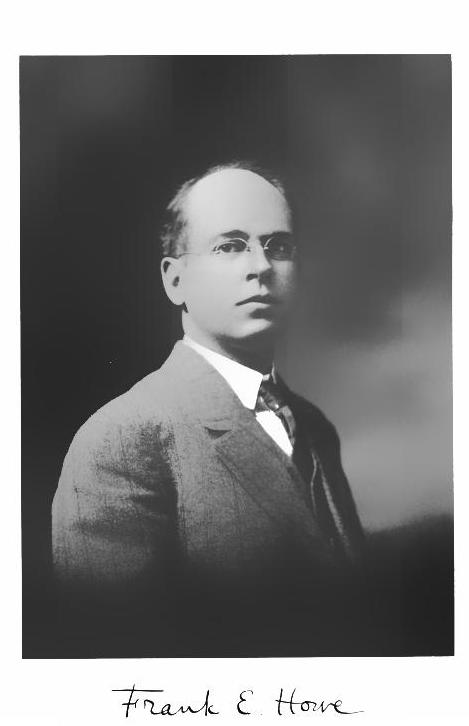
Frank E. Howe

Frank Edmund Howe, genannt Ginger Howe (* 2. Oktober 1870 in Heath, Massachusetts; † 20. Juli 1956 in Bennington, Vermont) war ein US-amerikanischer Journalist und Politiker, der von 1913 bis 1915 Vizegouverneur von Vermont war.

## Leben
Frank Edmund Howe, genannt „Ginger“ wurde in Heath, Massachusetts am 2. Oktober 1870 als Sohn von Edmund Perry und Laura A. Howe geboren. Sein Ururgroßvater war Gardner Howe, ein früher Vermonter Siedler und Soldat in der Amerikanischen Revolution und ein direkter Nachfahre von John Howe (1602–1680) aus Brinklow in der Grafschaft Warwickshire in England, der sich bereits 1630 als Siedler in der Massachusetts Bay Colony niederließ. Zudem war er ein Nachkomme von Edmund Rice einem anderen frühen Siedler in Massachusetts.
Er wuchs in Brattleboro auf und machte eine Ausbildung zum Drucker. Am 2. Oktober 1895 heiratete er Flora May Cummings. Als Zeitungsreporter arbeitete er in Vermont, New York und Florida, bevor er zwei in Bennington wöchentlich erscheinende Blätter kaufte, die er im Jahr 1902 zum täglich erscheinenden Bennington Banner zusammenführte. Von dieser Zeitung war er der Herausgeber und auch Reporter.
Als Mitglied der Vermonter Republikanischen Partei war er von 1908 bis 1912 Abgeordneter im Repräsentantenhaus von Vermont. Sprecher des Repräsentantenhauses war er von 1910 bis 1912. Für die Republikanische Partei war er Mitglied im Electoral College (Wahlmännergremium) der Präsidentenwahl von 1908.
Im Jahr 1912 wurde Howe zum Vizegouverneur gewählt. Dieses Amt übte er bis 1915 aus. Das Ende von Howes Amtszeit wurde vom Oktober 1914 auf den Januar 1915 verlegt, damit sein Nachfolger seine Amtszeit im Januar starten konnte. Diese Erweiterung stand im Einklang mit einem Gesetz über die Änderung des Starttermins der Legislaturperioden Vermonts und dem Start der Amtszeiten aller landesweiten Amtsträger im Januar. Die Gouverneurswahlen in den Jahren 1914 und 1918 verlor er, danach nahm er seine Arbeit in der Verwaltung seiner Zeitung wieder auf.
Howe starb in Bennington am 20. Juli 1956. Sein Grab befindet sich auf dem Park Lawn Cemetery in Bennington.